# XFS
XFS est un système de fichiers 64-bit journalisé de haute performance créé par SGI pour son système d'exploitation IRIX. En mai 2000, SGI place XFS sous la licence GPL.
XFS a été porté sur le noyau Linux en 2001. Depuis juin 2014, XFS est pris en charge par la plupart des distributions Linux, dont certaines l'utilisent comme système de fichiers par défaut.
XFS excelle lors de l'exécution d'entrées-sorties (E/S) parallèles du fait de sa conception, basée sur les groupes d'allocation (en) — il s'agit d'un type de sous-division des volumes physiques dans lesquels XFS est utilisé, aussi connu sous le sigle AG. Grâce à ceci, XFS permet une grande capacité de montée en charge (scalability) des fils d'E/S, de la bande passante du système de fichiers, et de la taille des fichiers et du système de fichiers système lui-même lors de l'étalement (spanning) des données sur de multiples dispositifs de stockage physiques.
Ce système de fichiers est utilisé notamment dans les télévisions Samsung (notamment la série LED 6900) pour stocker les enregistrements. Il est également le système de fichier par défaut de Red Hat Entreprise Linux en version 7.